# Коричани
Коричани (пол. Koryczany) — село в Польщі, у гміні Жарновець Заверцянського повіту Сілезького воєводства.
Населення — 471 особа (2011).
У 1975-1998 роках село належало до Катовицького воєводства.

## Демографія
Демографічна структура станом на 31 березня 2011 року:
|          | Загалом | Допрацездатний вік | Працездатний вік | Постпрацездатний вік |
| -------- | ------- | ------------------ | ---------------- | -------------------- |
| Чоловіки | 229     | 56                 | 147              | 26                   |
| Жінки    | 242     | 55                 | 123              | 64                   |
| Разом    | 471     | 111                | 270              | 90                   |